# WireLurker
WireLurker is een virus dat eerst computers met Mac OS X of Windows infecteert, en zich vervolgens via USB verspreidt naar aangesloten iOS-apparaten. Onder Windows werkt het virus alleen als het iOS-apparaat gejailbreakt is. De website van het virus is inmiddels uit de lucht gehaald.

## Werking
Op het iOS-apparaat installeert WireLurker een trojan, dat zich voordoet als een installer voor gekraakte iOS-apps: wanneer een applicatie geïnstalleerd wordt, voegt het virus daar malware aan toe.

## Besmettingstactieken
Het virus kan op een computer met Mac OS X terechtkomen door het downloaden van besmette apps uit de Maiyadi App Store, een applicatiewinkel van een derde partij. Een onderzoek van Palo Alto Networks heeft aangetoond dat bijna alle Mac apps die tussen 30 april 2014 en 11 juni 2014 naar de Maiyadi App Store zijn geüpload zijn besmet met WireLurker. In totaal zijn dat 467 besmette apps. Deze apps bevatten een trojan die verbinding heeft met een command-and-control-server, en voortdurend zoekt naar aangesloten iOS-apparaten. Wanneer er een iOS-apparaat wordt aangesloten installeert de trojan een enterprise provisioning-profiel op het aangesloten apparaat. Hierdoor wordt het iOS-apparaat geïnfecteerd met WireLurker en kunnen gebruikersgegevens worden onderschept.

## Mogelijke schade
WireLurker downloadt enkel een stripboek wanneer de telefoon of tablet niet gejailbreakt is. Op telefoons die wel zijn gejailbreakt zijn, wordt de code van de Alipay- en Taobao-betaal-apps gedeeltelijk veranderd om betalingsgegevens te kunnen onderscheppen.
Het mogelijk dat de malware in de toekomst criminele activiteiten gaat vertonen op niet-gejailbreakte telefoons. Het virus is hiertoe verbonden met een command-and-control-server, die nieuwe instructies aan de geïnstalleerde malware kan geven. Bovendien schept deze vorm van malware een voorbeeld voor andere malware-ontwikkelaars.